# Бланк

Пример бланка — форма ПД-4 Сбербанка России

Бланк — малая некнижная форма печати, бумажный лист определённого формата с воспроизведённой на нём постоянной информацией документа и местом, отведённым для переменной информации. Бланк предназначен для последующего заполнения, с этой целью на нём имеются пустые места для последующего внесения туда информации (вручную, на печатной машине, на компьютере). На бланках оформляется большая часть документов любого предприятия.
Существуют так называемые бланки строгой отчётности, содержащие номер (иногда серию), зарегистрированные одним из установленных способов, имеющие специальный режим использования.
Установлено три вида бланков: общий бланк (для оформления приказов, протоколов, актов и др.), бланк письма и бланк конкретного вида документа.
Фирменный бланк — бланк с фирменной атрибутикой организации, который является визитной карточкой предприятия. Обычный формат фирменного бланка — A4, но в отдельных случаях изготавливаются фирменные бланки других форматов.

## Бланки самокопирующие
Несколько листов бумаги, изготовленных из специальной самокопирующей бумаги и скреплённых с одной стороны при помощи специального клея, позволяющего достаточно легко разделять листы.

## РегулирующиеГОСТына территории Российской Федерации
| ГОСТ               | Дата введения в действие |
| ------------------ | ------------------------ |
| ГОСТ 6.38—90       | 01.01.1991               |
| ГОСТ Р 6.30—97     | 01.01.1999               |
| ГОСТ Р 6.30—2003   | 01.07.2003               |
| ГОСТ Р 7.0.97—2016 | 01.07.2018               |